# Kerîmeddin Karaman Bey
Kerîmeddin Karaman Bey o Karim al-Din Karaman Beg fou un cap turcman fundador de la dinastia dels Karaman-oğhlu o Karamanoğulları, sovint anomenada també karamànida o dels karamànides. Va donar el seu nom a l'estat i la ciutat de Laranda de Licaònia fou rebatejada també Karaman en honor seu.
Era fill de Nûre Sûfî Bey, un cap turcman procedent de l'Arran, establert a les muntanyes del Taure prop de Laranda i vassal seljúcida, en vida del seu pare prengué el control de les muntanyes prop de la Cilícia a mitjans del segle xiii capturant el 1225 les fortaleses d'Ermenek, Mut, Ereğli, Gülnar, Mer i Silifke. En una data incerta vers el 1256 Karaman Beg va succeir al seu pare (que ja li havia deixat el poder efectiu abans, ja que només s'interessava per la religió). En la lluita entre Izz al-Din Kaykaus (1246–1260) i el seu rival Rukn al-Din Kilidj Arslan IV fou partidari del primer.
Rukn al-Din Kilidj Arslan, amb l'ajut de Parvaneh (Parvana) Muin al-Din Sulayman que era qui tenia el poder efectiu, i dels mongols, va aconseguir eliminar a la major part dels emirs o begs hostils, però a Karaman no el va poder ni capturar ni matar i va intentar apaivagar-lo concedint-li Laranda de Licaònia i Ermenek en feu, i donant al seu germà Buñsuz el càrrec d'amir djandar a Konya.
Va lluitar contínuament contra el Regne d'Armènia Menor i segons els cronistes armenis, en una de les batalles contra el rei Hethum al fort de Meniaum (probablement Mennan prop d'Ermenek) va morir el seu germà Buñsuz i el seu cunyat (informació que entra en contradicció amb altres fonts que diuen que Buñluz, que era amir djandar a Konya, fou empresonat després de la mort de Karaman), i ell mateix va quedar ferir i va morir poc temps després d'aquestes ferides vers 1261 o 1262; la successió tribal va passar al seu fill gran Şemseddin I Mehmed Bey. Els altres fills de Karaman foren tancats a la fortalesa de Gevele prop de Konya. Karaman està suposadament enterrat a Nalkasun prop d'Ermenek, però segons la inscripció la tomba correspondria al seu fill Mehmed.
Els seus fills foren alliberats per Pervaneh o Parvana Muin al-Din Sulayman a la mort del sultà Kilidj Arslan IV el 1265, excepte el segon, Ali Beg que va restar com a ostatge a Kayseri. Mehmed va recuperar el poder a Ermenek el 1276.